# Taddeo di Bartolo

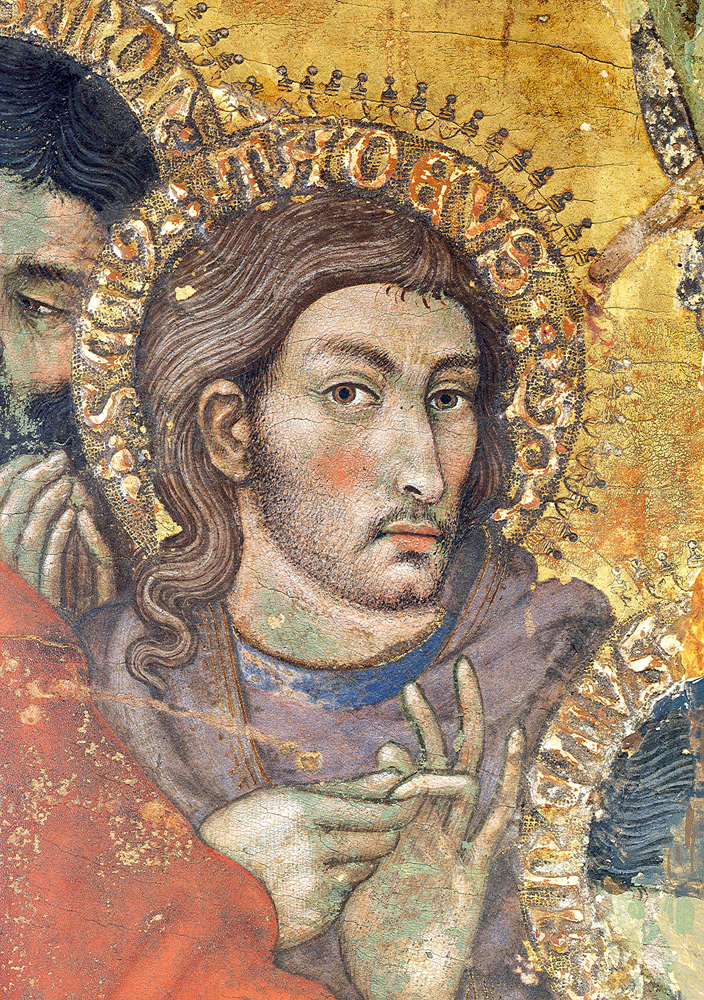
Taddeo di Bartolo: zelfportret als Sint-Thaddeus, 1401

Taddeo di Bartolo (Siena, 1362 of 1363 - Siena, 26 augustus 1422), ook bekend als Taddeo Bartoli, was een Italiaans schilder van de Sienese school tijdens de vroege renaissance. Hij is een van de kunstenaars die Vasari beschreef in zijn Le Vite delle più eccellenti Pittori, scultori, ed. architettori (de Levens van de voortreffelijkste schilders, beeldhouwers en architecten). Vasari beweerde dat hij de oom was van Domenico di Bartolo.

## Werken
- Een fresco in de Collegiata di San Gimignano dat het Laatste Oordeel uitbeeldt. Een schilderij van Taddeo van Sint-Gimignano die de stad San Gimignano in zijn schoot houdt (1391) is daar eveneens te bezichtigen in het Museo Civico.
- Een triptiek Maagd en kind met de heilige Johannes de Doper en Sint Andreas uit ca. 1395 wordt tentoongesteld in het Museum voor Schone Kunsten in Boedapest.
- Een enorm drieluik, Hemelvaart van de Maagd, geschilderd in 1401, bevindt zich in het 16e-eeuwse Duomo Santa Maria dell'Assunta te Montepulciano.
- Taddeo's Madonna met Kind, Vier Engelen en de heilige Johannes de Doper en Sint-Andreas kan worden gezien in het Oratorium van de gemeenschap van de heilige Catharina van de Nacht te Santa Maria della Scala in Siena.
- Ook schilderde hij allegorieën en figuren uit de geschiedenis van Rome (1413-14), en De begrafenis van de Maagd (1409) in het Palazzo Pubblico in Siena.
- Een Madonna en Kind (ca. 1400), uitgevoerd in tempera en olieverf op paneel, is gelegen in het Wadsworth Atheneum. Nog een Madonna met Kind is in de collectie van het Museum voor Schone Kunsten te San Francisco in Californië, en nog een Madonna met Kind is gehuisvest in het Musee du Petit Palais in het Franse Avignon.

- Bibliothèque nationale de France: cb149654584 (data)
- Gemeinsame Normdatei: 118835734
- International Standard Name Identifier: 0000 0003 9718 3714
- KulturNav: 952c35aa-d69d-4b5c-bf0c-da233f35d09b
- Library of Congress Control Number: nr91028538
- Nationale Bibliotheek van Israël: 987008916281205171
- RKD-Nederlands Instituut voor Kunstgeschiedenis: 76375
- Istituto Centrale per il Catalogo Unico: NAPV040858
- SNAC: w6km79rj
- Système universitaire de documentation: 175102791
- Union List of Artist Names: 500029513
- Virtual International Authority File: 292277692
- WorldCat: E39PBJf8xHmH7xqv97VqtjDyVC